# 라시디 예키니
라시디 예키니(영어: Rashidi Yekini, 1963년 10월 23일 ~ 2012년 5월 4일)는 나이지리아의 전 축구 선수로 선수 시절 공격수로 뛰었으며 나이지리아 대표팀 역대 국제 A매치 최다 득점자이자 나이지리아의 월드컵 본선 1호골의 주인공으로 알려져 있다.

## 사망
그는 2012년 5월 4일 이바단에서 48세의 젊은 나이로 생을 마감하였다. 사망 전 그는 오래전부터 양극성 장애, 우울증 등 알려지지 않은 정신 질환을 앓고 있는 것으로 알려졌었다.